# San Lorenzo Nuovo
San Lorenzo Nuovo es un ayuntamiento de la provincia de Viterbo en la región italiana del Lacio.

## Geografía
San Lorenzo Nuovo es un centro agrícola y turístico situado arriba de una colina aproximadamente a 550 metros sobre el nivel del mar, cerca del lago de Bolsena.
El ayuntamiento se encuentra en el cruce de la vía Cassia (la carretera que une Roma con la región de la Toscana) y la carretera Maremmana (que une las ciudades de Orbetello y Pitigliano con Orvieto).
Las características urbanísticas del pueblo son muy distintas a las que presentan los aglomerados urbanos cercanos. Si casi todos ellos son de origen medieval, el tramo de San Lorenzo Nuovo posee un casco histórico de arquitectura neoclásica del siglo XVIII. El pueblo está caracterizado por las típicas casas similares y poco elevadas, dominadas por la iglesia de San Lorenzo que se levanta frente a una gran plaza de forma octagonal (la Plaza Europa).
Un tramo de la playa del lago de Bolsena (de San Lorenzo al lago) pertenece al ayuntamiento de San Lorenzo Nuovo.

## Historia
El pueblo fue fundado en el 1774 por los habitantes del antiguo burgo de San Lorenzo alle Grotte, tras haber abandonado la aglomeración situada cerca del lago de Bolsena en un territorio afectado por la malaria.

## Fiestas
24 de junio, San Juan Bautista. La Feria de San Juan Bautista es una gran manifestación popular de origen medieval. Esa tiene lugar en el día 24 de junio en la Plaza Central y sus alrededores. Hasta los años 1800 la misma feria tenía lugar cerca del lago donde se encontraba la Iglesia de San Giovanni in Val di Lago (cuyos restos se encuentran aún hoy día).
10 de agosto, San Lorenzo, mártir. En el día del patrón que da su nombre al pueblo se desarrolla una solemne procesión. Esta tradición se perpetúa a lo largo de los siglos. Saliendo de la Iglesia de San Lorenzo, la procesión ve la imagen del santo llevada a hombros por las calles del pueblo. El día siguiente tiene lugar la feria en honor a san Lorenzo.
14 de septiembre, Exaltación de la Santa Cruz. La tradición cristiana local venera el crucifijo de madera (del que se piensa que es del siglo XII de origen bizantino) que está en la Iglesia de San Lorenzo. La fiesta religiosa se celebra el día 14 de septiembre de cada año, pero es únicamente cada 15 años cuando tiene lugar una solemne procesión (probablemente iniciada en el año 1787), portando el crucifijo a la vista de los lugareños por las calles del pueblo, suntuosamente adornadas, conmemorando la fecha en que dicha imagen fue llevada procesionalmente del antiguo borgo a la parroquia de la nueva municipalidad (el 12 de octubre de 1778). Este acontecimiento que se celebra cada 15 años, llamado "Festone" (la gran fiesta), se desarrolla durante todo el verano con fiestas y comidas tradicionales. El último "Festone" tuvo lugar en el año 2012. En el año 2000, durante el Año Santo, las autoridades civiles y religiosas le dieron la autorización a organizar una procesión extraordinaria, fuera del calendario habitual.

## Evolución demográfica
| Gráfica de evolución demográfica de San Lorenzo Nuovo entre 1861 y 2001 |
|                                                                         |
| Fuente ISTAT - elaboración gráfica de Wikipedia                         |

## Alcaldes de San Lorenzo Nuovo
| Legislatura    | Nombre                  | Grupo            |
| -------------- | ----------------------- | ---------------- |
| 1995 - 1999    | Carlo Ambrosini         | centro-derecha   |
| 1999 - 2004    | Maria Gabriela Grassini | centro-derecha   |
| 2004 - 2009    | Maria Gabriela Grassini | centro-derecha   |
| 2009 - 2014    | Anna Maria Zannoni      | centro-izquierda |
| 2014 - 2024    | Massimo Bambini         | centro-derecha   |
| 2024 - vigente | Simona Fabi             | centro-derecha   |

## Duques pontificios de San Lorenzo Nuovo
Su Santidad el Papa León XIII creó, mediante breve pontificio dado en Roma el 24 de septiembre de 1898, el ducado pontificio de San Lorenzo Nuovo.
- I Duque pontificio de San Lorenzo Nuovo: [Vizconde] Richard de Dampierre y Corbin (1857-1906). Abuelo paterno de Emanuela de Dampierre.
- II Duque pontificio de San Lorenzo Nuovo: [Vizconde] Roger de Dampierre y Carraby (1892-1975). Padre de la anterior.
- III y último Duque pontificio de San Lorenzo Nuovo: [Vizconde] Richard de Dampierre y Rúspoli (1916-2004). Hermano de la anterior.